# Ніппур
Ніппур (шум. Нібру (Nibru), аккад. Ніббур (Nibbur) — давнє священне місто Шумеру, історія якого розпочалася ще до 5 тисячоліття до н.е. Розташоване за 160 км на південний схід від Багдаду, Ірак. Сучасна назва — Нуффар.

## Історія
Ніппур розташовувався на обох сторонах каналу Шатенніл (Shatt-en-nil), котрий був одним з найдавніших, що поєднував річки Євфрат і Тигр. Сьогодні місто виглядає як великий комплекс пагорбів з залишками руїн, відомих до арабів. Сучасна назва Нуффар (Nuffar), була подана у раніших письмових згадках як Ніффер (Niffer). Найвища точка конічних пагорбів, що піднімаються на висоту близько 30 м вище рівня природного ландшафту, північний схід від русла каналу, називається арабською Бінт-ель-Емір (Bint el-Amiror) «дочка еміра, принцеса»
У Ніппурі знаходився Е-кур-храм (Himmels) головного шумерського бога Енліля. Таким чином Ніппур був релігійним центром Шумеру, але не відігравав визначної ролі в політичному житті шумерського світу, особливо в часи аккадського поневолення. Значення міста зросло в кутійський період, особливо в часи другої династії Лагашу. Але вже при третій династії Ура вплив Ніппура значно знизився. У Ніппурі проводилися висвячення правителів Шумеру.
У XVIII столітті до н. е. Ніппур був захоплений Вавилонією, пізніше мав внутрішню автономію.

## Археологія
Перші розкопки в Ніппурі проводив сер Остін Генрі Лейярд (Austen Henri Layard) в 1851 році. Лейярд також відомий як відкривач Німрода, Ніневії, Ашура та інших давніх міст.
Повномасштабні розкопки розпочала експедиція від Пенсільванського університету. Роботи відбувалися протягом чотирьох сезонів між 1889 і 1900 роками і приводилася Джоном Петерсом (Джон Punnett Peters), Джоном Гейнес (Джон Henry Haynes) і Гельманом Гільпрехтом (Герман Volrath Hilprecht). У ході цих розкопок були знайдені руїни храму, спорудженого за царя Ур-Намму й палац під пагорбом, умовно позначеним археологами під № 1. Під пагорбом № 5 було виявлено близько 5000 глиняних табличок з написами. Тож пагорб № 5 було названо «пагорбом табличок». Під пагорбом № 10 було виявлено залишки храму часів третьої династії Ура і 2000 табличок.
З 1893 року Д.Гейнес самостійно, протягом трьох років, проводив розкопки в пустелі, де знайшов близько 8000 глиняних табличок з написами. У 1899—1900 роках групу вчених США очолив Гільпрехт, у котрій був і Гейнес. Вони знайшли фундамент зикурату найдавнішого періоду, дренажну систему шумерів, складену з глиняних труб діаметром 40—60 мм і храмову бібліотеку з 20 000 глиняних табличок.
Потім на півстоліття дослідження Ніппура призупинилися й відновились лише 1948 року. Протягом 19 сезонів між 1948 і 1990 роками розкопки Ніппура проводила група археологів Азійського Інституту з Чикаго. До цієї експедиції також долучалися дослідники Пенсільванського музею археології й антропології і американської школи дослідження Азії. Ними було знайдено таблички з записами релігійних гімнів, судових протоколів і господарських записів. А також схованку з більш як 50 статуетками, складеними під підлогою храму часів першої половини третього тисячоліття до н. е.
Безпосередньо навпроти храму, був розкопаний великий палац, очевидно періоду Селевкідів. І в цій південній околиці Ніппура було знайдено багато табличок з написами різних періодів, зокрема храмові архіви і комерційні архіви Перського періоду.
У верхній шарах було знайдено залишки великого єврейського кварталу з часів початку Арабського періоду, ІІ століття.

### Таблички господарської звітності
Під час розкопок Ніппура було знайдено зокрема «Книги і папери» дому Мураші (Murashu), торговельного агента правителя, котрі висвітлюють умови проживання в місті і діяльність адміністрації країни Перського періоду, з V століття до н. е. Згідно з ними виглядає, що ціле місто Ніппур належало в той час храмові. В Шумері приватної власності на землю не було, шумери вважали що земля належить Богові. Тому храм виступав безпосереднім розпорядником землі, котрий розподіляв землю між людьми. Селяни зобов'язані були пред'явити належні письмові звіти про адміністрування довіреною їм землею, котрі потім зберігалися в архівах храму. У цих архівах знайдено також списки платні храмових посадових осіб за певні періоди часу.
У табличках згадується і «дім плугів», котрий був храмовим складом сільськогосподарського обладнання, звідки селяни отримували плуги, мотики, робочих тварин і зерно для посіву і корму тварин. Тобто в Шумері не було і приватної власності на засоби виробництва.
У полі працювали групами, під наглядом досвідченого селянина, призначеного храмовою адміністрацією. Вирощували в основному ячмінь і пшеницю, також цибулю, боби, буряк, ріпу, огірки, кріп, кмин, аніс, шафран, фінікові пальми й інше. Весь урожай звозився в храмові зерносховища, а потім селяни отримували там необхідні продукти, одяг й інше.
Колективізація господарського життя Шумеру була викликана особливостями природних умов Межиріччя. Тільки завдяки їй стало можливим будівництво й утримання надзвичайно складної системи зрошення.

## Дрехем
Дрехем (Drehem) або давній Пусріш Даган (Puzrish-Dagan), передмістя Ніппура, — відоме як місто з так званих центрів шумерського ренесансу, періоду відродження Шумеру після акадського поневолення. Воно розташоване приблизно за 10 кілометрів на південь від Ніппуру. Тисячі клинописних табличок свідчать, що управління перерозподілом тваринами (рогата худоба, вівці, кози) держави для храмів і посадових осіб царських палаців проводилося тоді централізовано в Дрехемі.
Храми сусіднього Ніппура, релігійної столиці шумерської культури, були головними місцями призначення худоби. Частково клинописні архіви цього міста знаходяться в Королівському Музеї Онтаріо, Торонто.